# Soveydānī
Soveydānī (persiska: سویدانی) är en ort i Iran.   Den ligger i provinsen Khuzestan, i den västra delen av landet, 600 km sydväst om huvudstaden Teheran. Soveydānī ligger 11 meter över havet och antalet invånare är 616.
Terrängen runt Soveydānī är mycket platt. Runt Soveydānī är det ganska glesbefolkat, med 38 invånare per kvadratkilometer. Närmaste större samhälle är Sūsangerd, 9,6 km öster om Soveydānī. Omgivningarna runt Soveydānī är i huvudsak ett öppet busklandskap.